# 閔煦
閔煦（1507年—1580年），字和卿，號水東，祖籍松江府上海縣，直隸河間府任丘縣人，明朝政治人物，官至刑部尚書。

## 生平
嘉靖十三年（1534年）甲午科順天府鄉試第四十八名。嘉靖十四年（1535年）乙未科會試第二百三十五名，登第三甲第五十一名進士。授開封府推官，十八年二月擢授广西道御史，因是南京兵部右侍郎閔楷之侄，以引避例，二十一年四月改翰林院編修，二十九年六月升山西提学副使，累官山西右布政使，三十五年三月进本司左布政，六月升都察院右副都御史、提督雁门等关兼巡撫山西，三十六年五月升户部右侍郎，调改兵部，三十九年三月升本部左侍郎，仕至刑部尚書，四十二年去职，四月南京科道官以考察拾遗纠劾，令閑住。閔煦歷官三十年，所至有聲，致仕卒，年七十四。

## 家族
曾祖閔琦，贈山西左布政使；祖父閔定，贈山西左布政使；父閔槐，曾任按察司副使。母顏氏（封恭人）。具庆下。兄勲（義官）、壽（监生）、然、杰（监生）。弟照、魚。